# Oudalan
Oudalan is een van de 45 provincies van Burkina Faso. De hoofdstad is Gorom-Gorom.

## Geografie
Oudalan heeft een oppervlakte van 9.797 km² en ligt in de regio Sahel.
De provincie is onderverdeeld in vijf departementen: Déou, Gorom-Gorom, Markoye, Oursi en Tin-Akof.

## Bevolking
In 1997 leefden er 136.583 mensen in de provincie. In 2019 waren dat er naar schatting 158.000.
Balé · Bam · Banwa · Bazéga · Bougouriba · Boulgou · Boulkiemdé · Comoé · Ganzourgou · Gnagna · Gourma · Houet · Ioba · Kadiogo · Kénédougou · Komondjari · Kompienga · Kossi · Koulpélogo · Kouritenga · Kourwéogo · Léraba · Loroum · Mouhoun · Nahouri · Namentenga · Nayala · Noumbiel · Oubritenga · Oudalan · Passoré · Poni · Sanguié · Sanmatenga · Séno · Sissili · Soum · Sourou · Tapoa · Tuy · Yagha · Yatenga · Ziro · Zondoma · Zoundwéogo